# Museo Sala de Arte Germán Valdés Tin Tan
Il Museo Sala de Arte Germán Valdés "Tin Tan" è un museo e sala d'arte comunale ubicato a Ciudad Juárez, nello stato di Chihuahua, in Messico, inaugurato nel 2018.
Il Museo onora la memoria di Germán Valdés detto "Tin Tan", popolare annunciatore radiofonico, cantante, comico, attore e doppiatore, che iniziò la sua carriera artistica in questa città. Il museo ospita un'esposizione permanente con la collezione storica dell'attore, oltre all'esposizione di mostre temporanee, presentazioni di libri, conferenze, rassegne cinematografiche e molte altre attività che promuovono la cultura. L'ingresso al museo e alla sala d'arte sono gratuiti.

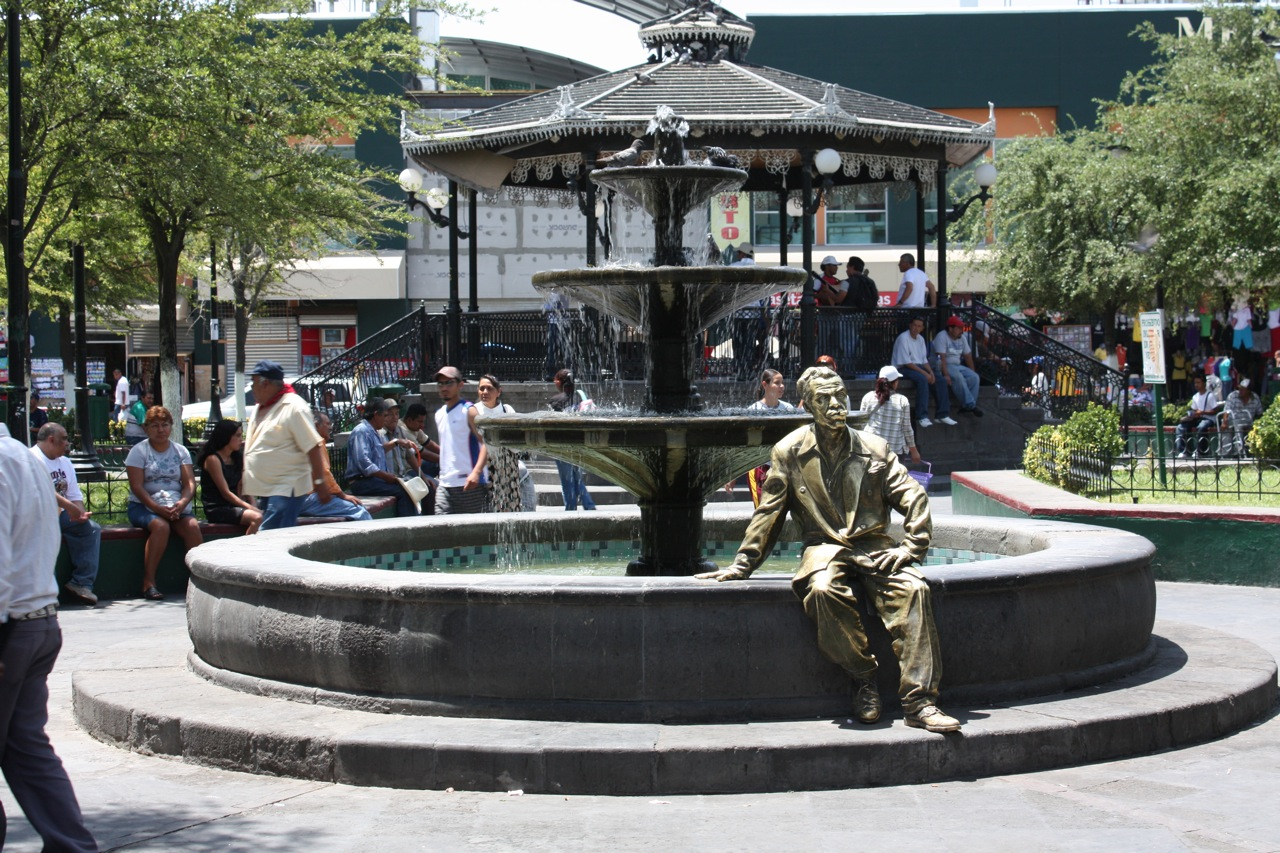
Statua di Germán Valdés nel centro di Ciudad Juárez

## Storia
Il Museo Sala de Arte Germán Valdés Tin Tan, venne fondato nel 2014, per ricordare il famoso attore Germán Valdés, detto "Tin Tan", anche se non originario di Ciudad Juárez (era nato infatti a Città del Messico), vi si trasferì con la famiglia e visse tutta la sua infanzia nella città, dove cominciò la carriera, lavorando nella radio locale XEJ. Il museo è stato costruito su un terreno donato dal comune di Ciudad Juárez, la figlia di Germán Valdez, Rosalía Valdés, ha donato una collezione di oggetti personali del padre, composta da fotografie, locandine di film, medaglie, abiti e documenti personali che fanno parte della mostra permanente del museo, il quale ha avuto un costo di 5 milioni di pesos messicani, ed è stato inaugurato l'8 agosto 2018.

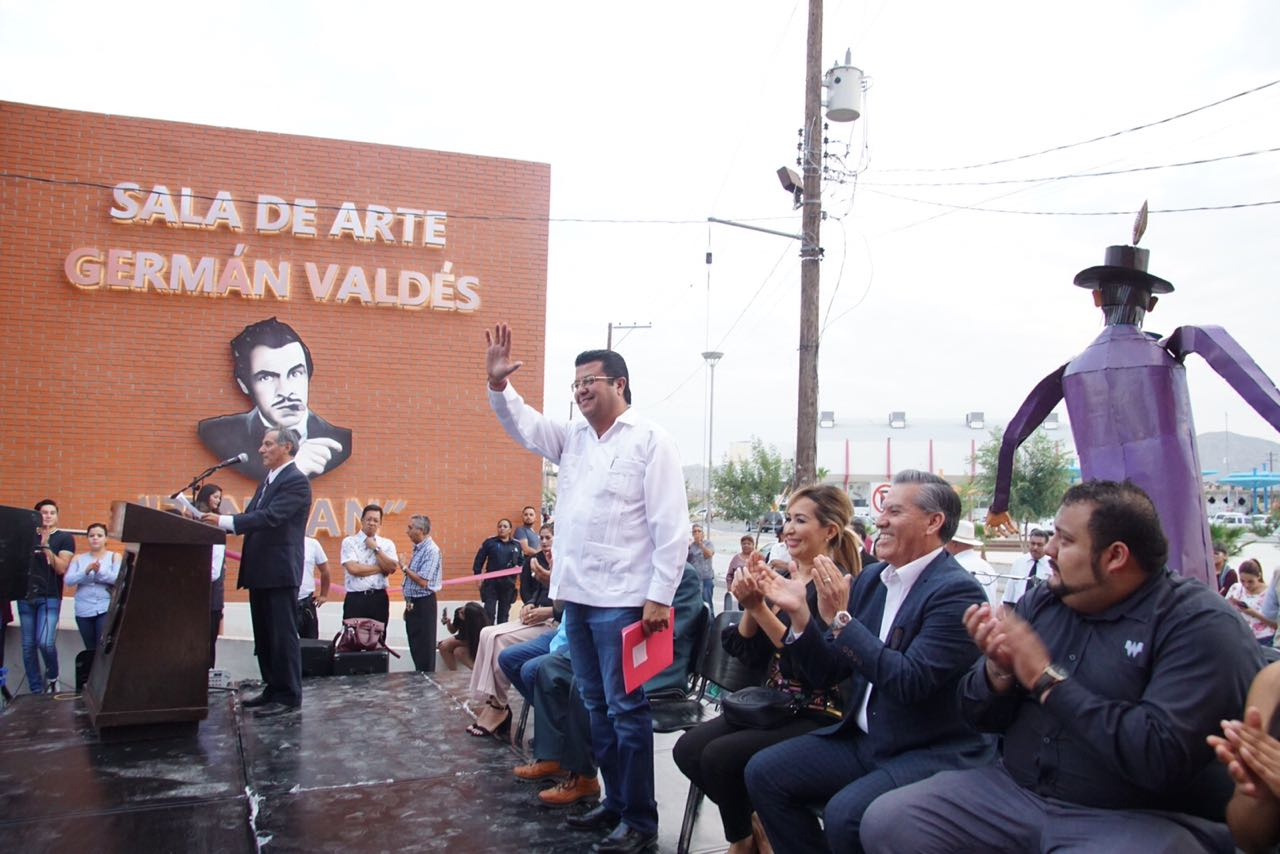
Inaugurazione della Sala de Arte Germán Valdés nel 2018

## Sede
L'edificio, ubicato nel centro storico di Ciudad Juárez, dispone del solo piano terra è realizzato con mattoni a vista su tutti i lati, l'entrata da inizialmente accesso alla biglietteria e successivamente ad un corridoio, che separa le due sale del museo vero e proprio, ubicate sulla destra, le quali hanno sul lato più lungo una serie di finestre che permettono un'illuminazione naturale dalle stesse; dalla sala delle mostre temporanee, ubicata sulla sinistra. Un'altra sala, (non aperta al pubblico), vicino all'ingresso è utilizzata come ufficio e direzione. Di fronte al museo è stato realizzato un grande murale raffigurante lo stesso Germán Valdés e il nome d'arte in lettere maiuscole "TIN TAN".

## Collezione
La collezione del museo, dedicata a Germán Valdés è stata quasi interamente donata dalla figlia Rosalía Valdés, vi sono anche altri pezzi provenienti da altre collezioni private, e donate al museo, che si articola in tre sale: 
1. La sala più grande è quella dedicata all'attore, dove si trovano fotografie, locandine di film, medaglie, abiti, contratti di lavoro e documenti personali, dall'inizio della sua carriera nel 1945, fino alla morte avvenuta nel 1973. Al centro della sala sono disposti alcuni armadi, nella metà alta sono visibili documenti e oggetti personali, mentre nella metà bassa, chiusi all'interno di cassetti, vi sono altri oggetti personali, se chiusi, sta al visitatore decidere se aprirli per vederne il contenuto, il materiale contenuto è protetto da un vetro.
2. La sala più piccola tratta il periodo in qui Valdés lavorò alla radio, dispone di numerose foto relative a quel periodo, in particolare della radio XEJ, vi sono anche foto della città dell'epoca e di altre personalità che lavorarono con Valdés alla radio.
3. La sala delle mostre temporanee è invece utilizzata come spazio polivalente, che viene offerto per mostre temporanee di artisti locali, inoltre nella stessa, si realizzano laboratori, conferenze, rassegne cinematografiche e varie attività culturali.[3]

L'ingresso al museo e alla sala d'arte sono gratuiti.